# Гіпотеза Каталана
Гіпотеза Каталана — твердження в теорії чисел:
| Рівняння {\displaystyle x^{a}-y^{b}=1\quad (x,y,a,b>1)} має єдиний розв'язок у натуральних числах: {\displaystyle x=3,\ a=2,\ y=2,\ b=3}. |

Іншими словами, крім {\displaystyle 2^{3}=8} і {\displaystyle 3^{2}=9} не існує інших послідовних степенів натуральних чисел.
Гіпотезу сформулював Ежен Каталан 1844 року. 
2002 року математик румунського походження Преда Міхалеску в університеті міста Падерборн (Німеччина) довів цю гіпотезу. Відтоді доведену гіпотезу Каталана стали також називати теоремою Міхалеску.

## Історія
Історія задачі сягає принаймні з Герсоніда, який довів частковий випадок гіпотези в 1343 році, де (x, y) було обмежено як (2, 3) або (3, 2). 
Перший значний прогрес після того, як Каталан висловив свою гіпотезу, з'явився 1850 року, коли Віктор-Амеде Лебег розглянув випадок b = 2. Він довів, що рівняння xm - y2 = 1 не має розв'язку для y≠3.
1921 року Т. Нагель повністю дослідив рівняння  {\displaystyle x^{3}-z^{t}=1} і {\displaystyle x^{y}-z^{3}=1} для y≠2.
Для рівняння {\displaystyle x^{4}-z^{t}=1} задачу вирішив Сельберг (1932), а для рівняння {\displaystyle x^{2}-z^{t}=1} — китайський математик Ко Чао (1960).
Таким чином гіпотезу було доведено в кількох окремих випадках. 
Фундаментальний прорив стався в середині XX-го сторіччя, коли Кассельс довів таку теорему:
| Нехай p та q — прості числа, такі, що p > q ≥ 2; a та b — цілі числа, більші одиниці, і {\displaystyle a^{p}-b^{q}=\pm 1} Тоді a ділиться на q, а b ділиться на p. |

Разом із деякими раннішими результатами теорема Кассельса вже дозволяла стверджувати, що якщо гіпотеза Каталана й не справджується, то лише для досить великих чисел (a, b > 105). 
1976 року Роберт Тейдеман застосував метод Бейкера в теорії трансцендентності для встановлення меж на a, b і використав існуючі результати, що обмежують x, y через a, b, щоб отримати ефективну верхню межу для x, y, a, b . Мішель Ланжевен обчислив значення {\displaystyle \exp \exp \exp \exp 730\approx 10^{10^{10^{10^{317}}}}} для межі. Це розв'язало гіпотезу Каталана для всіх випадків, крім деякої скінченної (втім, дуже великої) кількості. Проте, остаточні обчислення, необхідні для завершення доведення теореми, були занадто трудомісткими.
Гіпотезу Каталана довів Преда Міхалеску в квітні 2002 року. Доведення опубліковано 2004 року в Journal für die reine und angewandte Mathematik. Воно широко застосовує теорію кругових полів та модулі Галуа. Юрій Білу продемонстрував доведення на семінарі Бурбакі. У 2005 році Міхалеску опублікував спрощене доведення.

## Узагальнення
Узагальненням гіпотези Каталана є гіпотеза Піллаї:
| Для будь-якого натурального k (k>1) рівняння {\displaystyle x^{m}-y^{n}=k} має лише скінчену кількість розв'язків {\displaystyle (x,y,m,n)} у натуральних числах для {\displaystyle (m,n)\neq (2,2)}. |